# Number the Brave
Number the Brave je jedenáctým studiovým albem rockové skupiny Wishbone Ash. Je prvním albem v historii skupiny, které bylo nahráváno bez zakládajícího zpěváka a baskytaristy, Martina Turnera. Turner byl nahrazen Johnem Wettonem, bývalým členem skupin Family, King Crimson, Uriah Heep, UK a Asia.
Na albu Number the Brave vystupuje i zpěvačka Claire Hamill, která skupinu doprovázela na turné v roce 1981.

## Seznam stop

### Původní vydáníUK

#### Strana 1
1. "Loaded" (Laurie Wisefield/Steve Upton/Andy Powell) – 4:11
2. "Where Is the Love" (Upton/Wisefield/Powell) – 3:20
3. "Underground" (Powell/Wisefield/Upton) – 4:16
4. "Kicks on the Street" (Upton/Wisefield/Powell) – 4:17
5. "Open Road" (Upton/Wisefield/Powell) – 5:21

#### Strana 2
1. "Get Ready" (Smokey Robinson) – 3:15
2. "Rainstorm" (Wisefield/Upton/Powell) – 4:55
3. "That's That" (John Wetton) – 3:05
4. "Roller Coaster" (Wisefield/Powell/Upton) – 3:19
5. "Number the Brave" (Powell/Upton/Wisefield) – 4:56

### Původní vydání vUSA

#### Strana 1
1. "Get Ready"
2. "Where Is the Love"
3. "That's That"
4. "Roller Coaster"
5. "Number the Brave"

#### Strana 2
1. "Loaded"
2. "Underground"
3. "Rainstorm"
4. "Kicks on the Street"
5. "Open Road"

## Obsazení
- Andy Powell – zpěv, kytara
- Laurie Wisefield – zpěv, kytara, havajská kytara
- Steve Upton – bicí
- John Wetton – zpěv, baskytara, klávesy

hostující hudebníci
- Claire Hamill – doprovodný zpěv
- Gasper Lawal – perkusy